# Каринаро
Каринаро је насеље у Италији у округу Казерта, региону Кампанија.
Према процени из 2011. у насељу је живело 6875 становника. Насеље се налази на надморској висини од 31 м.

## Становништво
| 1951. | 1961. | 1971. | 1981. | 1991. | 2001. | 2011. |
| ----- | ----- | ----- | ----- | ----- | ----- | ----- |
| 2.941 | 3.595 | 1.921 | 4.331 | 5.490 | 6.356 | 6.886 |